# UH-1N雙休伊直升機
貝爾UH-1N Twin Huey（UH-1N雙休伊）是在1968年推出的中型軍用直升機，UH-1N具有15個座位，包括1名飛行員及14名乘客，而執行運輸任務時內部容量達220平方尺（6.23平方米），外力負載可達5000磅（2268公斤）。

## 設計及裝備

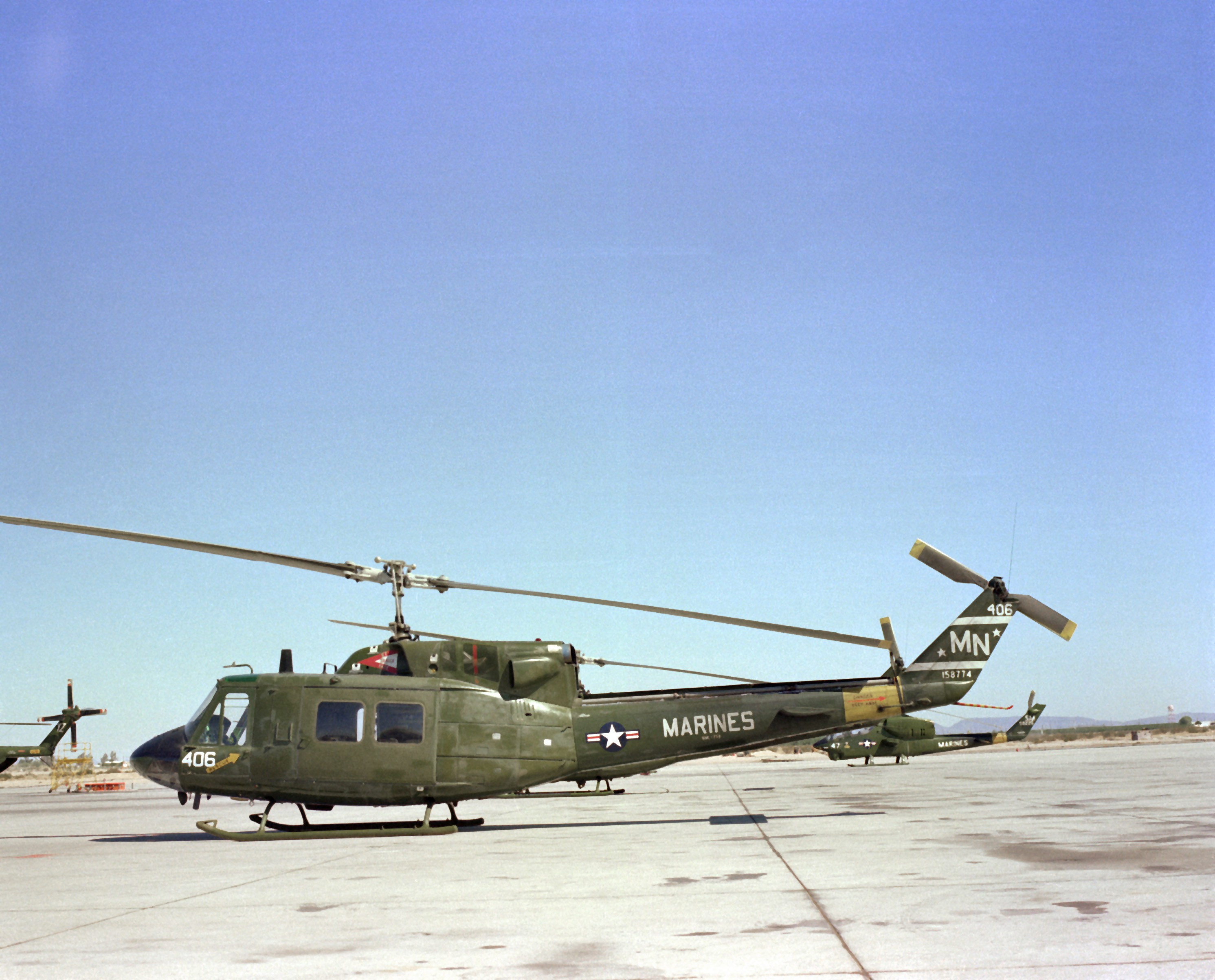
海軍陸戰隊的UH-1N，美國佛羅里達州，1982年

UH-1N（貝爾212）是基於貝爾205機體改良衍生而成，貝爾212原本以“CUH-1N”的名字服役加拿大軍隊，後來改名為“CH-135”。最初加拿大軍隊購入了50架，後來又增購20架，同時美軍亦購入了141架貝爾212並命名“UH-1N”。
UH-1N主旋翼由兩個加拿大普惠PT6T-3渦輪軸發動機的推動，推進力共達1,800軸馬力，若其中一個發動機失效時在30分鐘內仍具有一半推進力（900軸馬力）或765軸馬力（最大重量負載）飛行。
美國海軍陸戰隊修改了他們大部分UH-1N，加裝增穩定加控制系統（Stability Control Augmentation System -SCAS），此系統移除了主旋翼頂部迴轉儀的穩定桿，改為電腦控制。
貝爾412是貝爾212的改良型，改為四槳複合材料主旋翼系統。

## 著名事件
1972年3月6日，美國海軍南極開發六隊（VXE-6）的Hendrick V. Gorick從20,500尺（6,248米）高空飛行中的UH-1N跳傘，並成為了在南極洲跳傘的世界紀錄。

## 型號

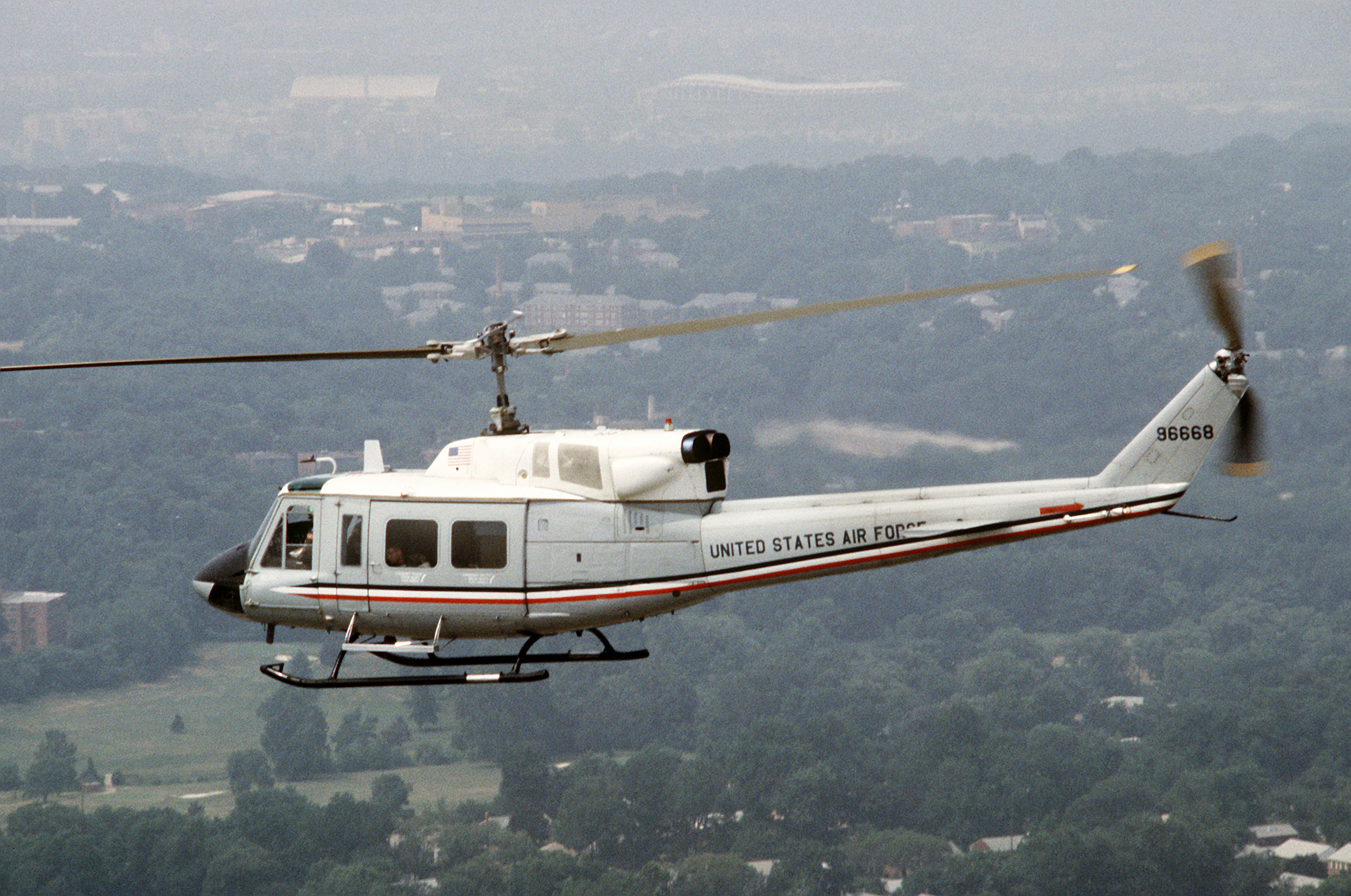
美國空軍的UH-1N，WOUNDED EAGLE 83訓練任務

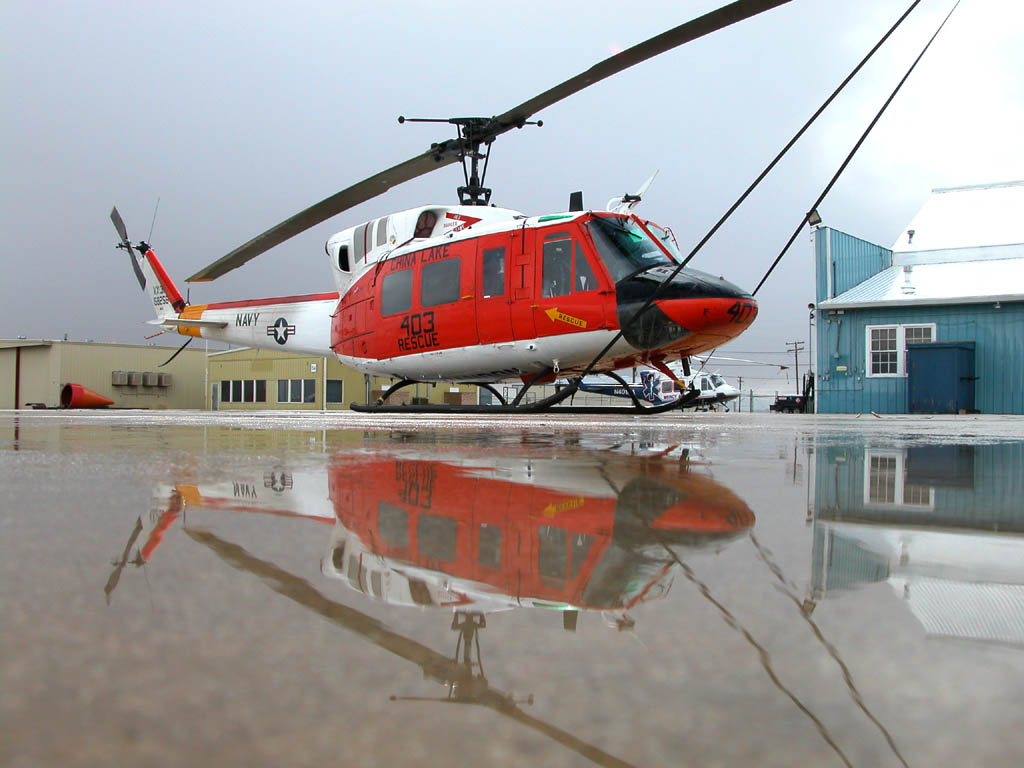
美國海軍的HH-1N，美國海軍中國湖航空站（NAS China Lake）

### 美國
UH-1N Twin Huey
初期型，裝備美國空軍、海軍及海軍陸戰隊。其後海軍陸戰隊多次升級航空電子設備、防禦系統及轉軸系統。
VH-1N
VIP運送任務型
HH-1N
空中搜索與救援任務（SAR）型
UH-1Y
海軍陸戰隊由UH-1N升級而成的版本，實質上類似AH-1W升級至AH-1Z計劃的性質。

### 其他
奧斯塔-貝爾212 (Agusta-Bell AB 212)
軍民通用運輸直升機版本，由義大利奧斯塔（Agusta）特許生產。
奧斯塔-貝爾212ASW (Agusta-Bell AB 212ASW)
奧斯塔-貝爾212的反潛／水面作戰直升機版本，裝備義大利海軍、希臘海軍及伊朗海軍。
CH-135 Twin Huey
加拿大的UH-1N版本
CUH-1N
通用運輸直升機版本，與UH-1N相同

## 使用國及部隊
阿尔巴尼亚：
 安哥拉：
 阿根廷：
- 阿根廷空軍（貝爾212）
- 阿根廷陸軍（貝爾212）

 奥地利：

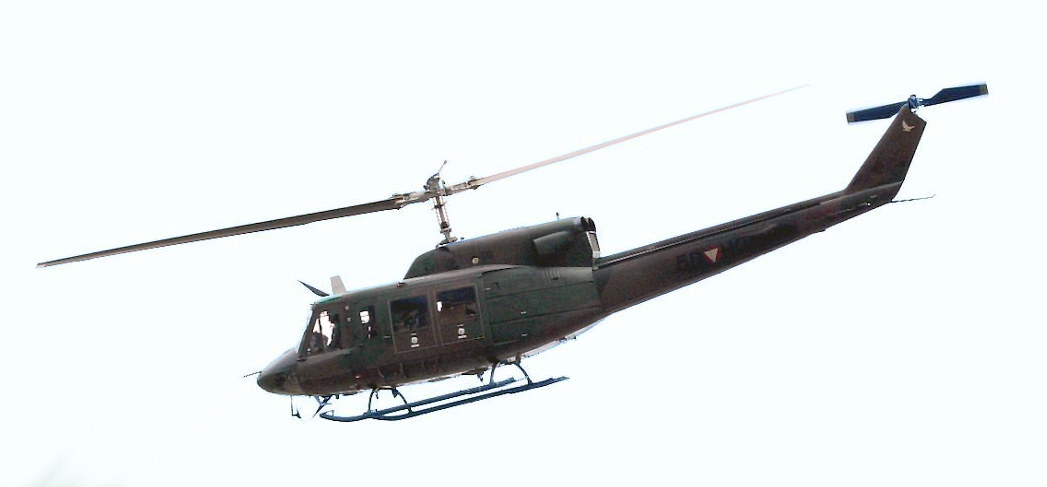
奧地利的貝爾212

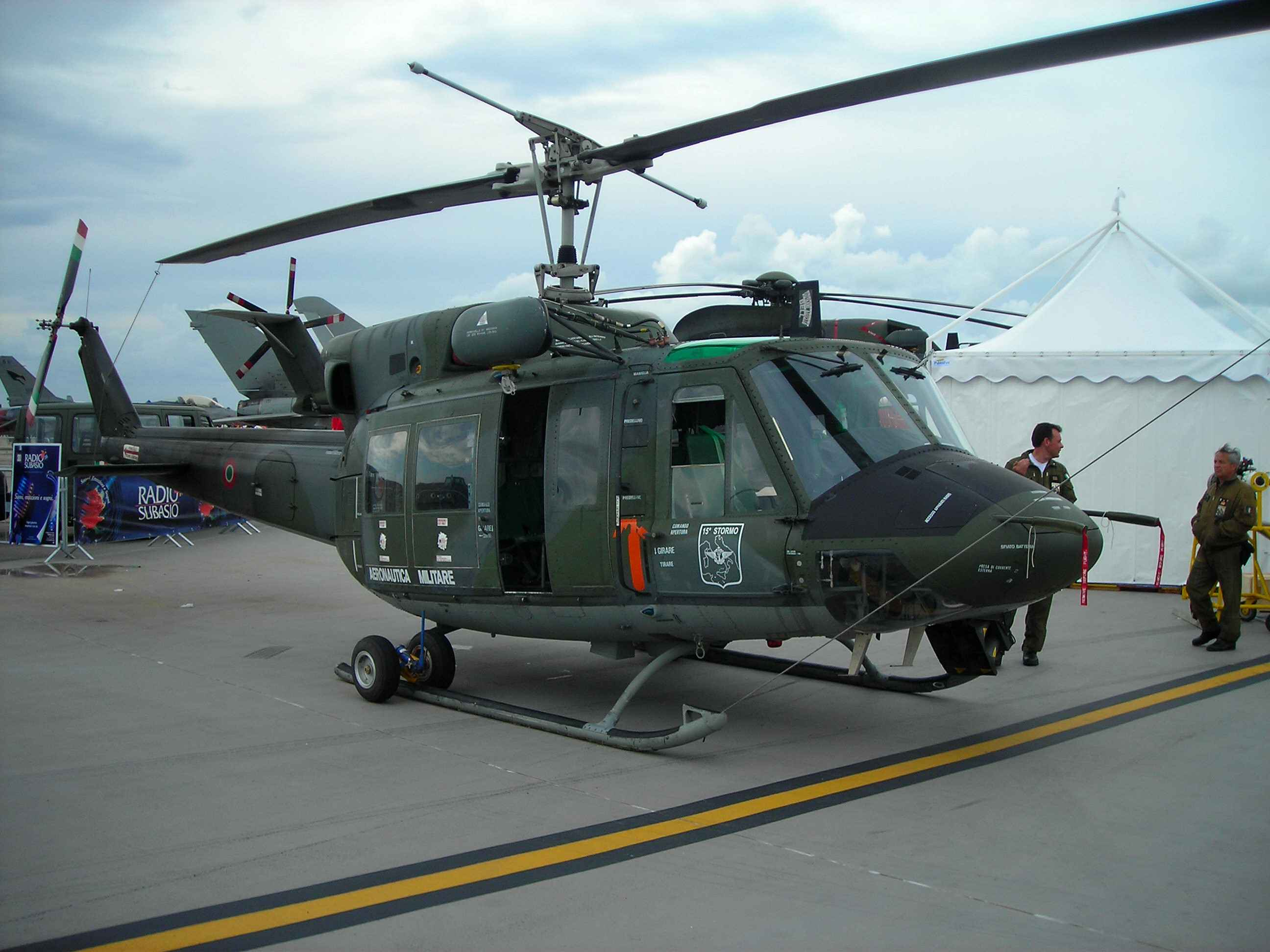
義大利空軍的奧斯塔-貝爾212

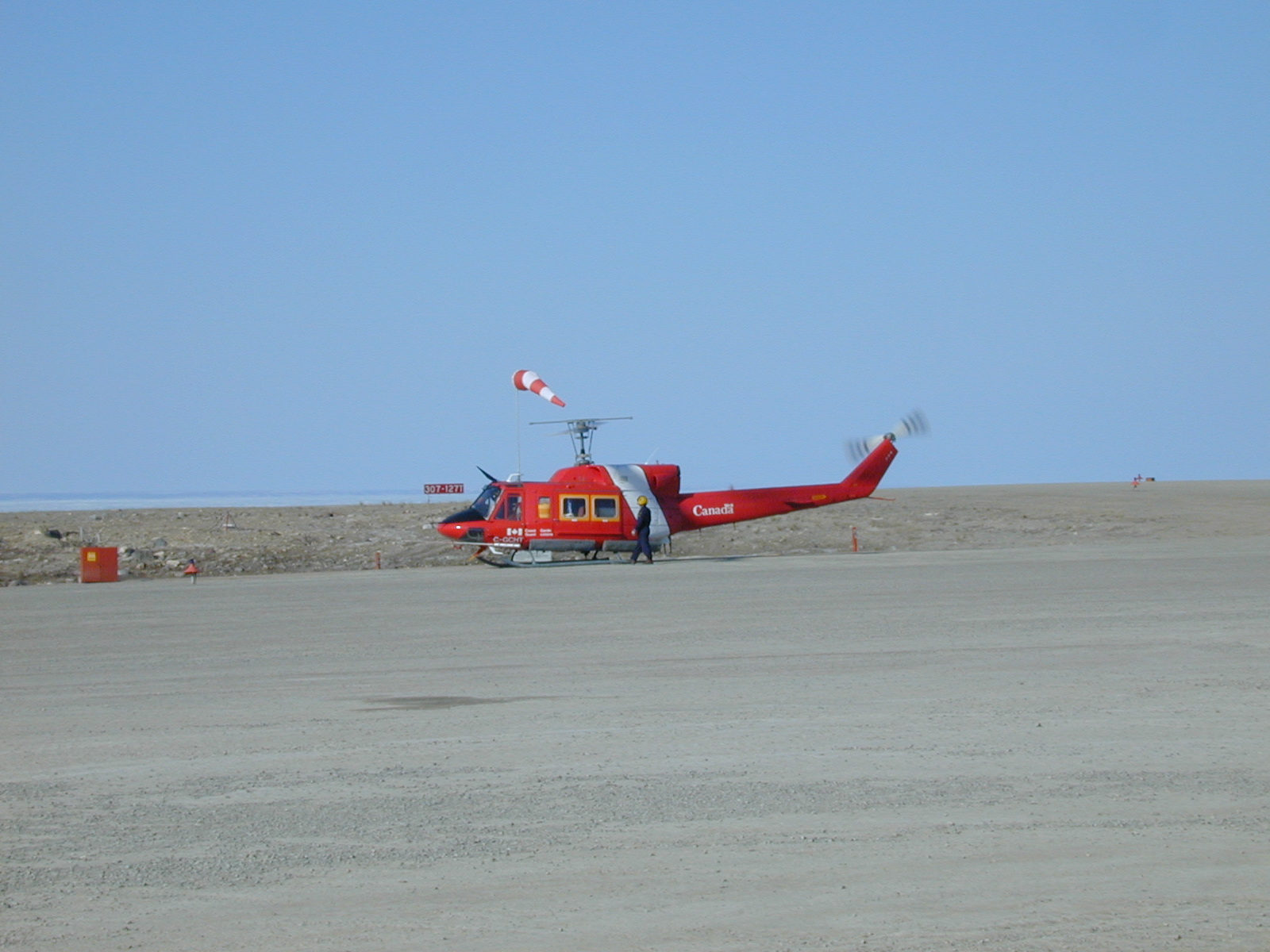
加拿大海岸警衛隊的貝爾212

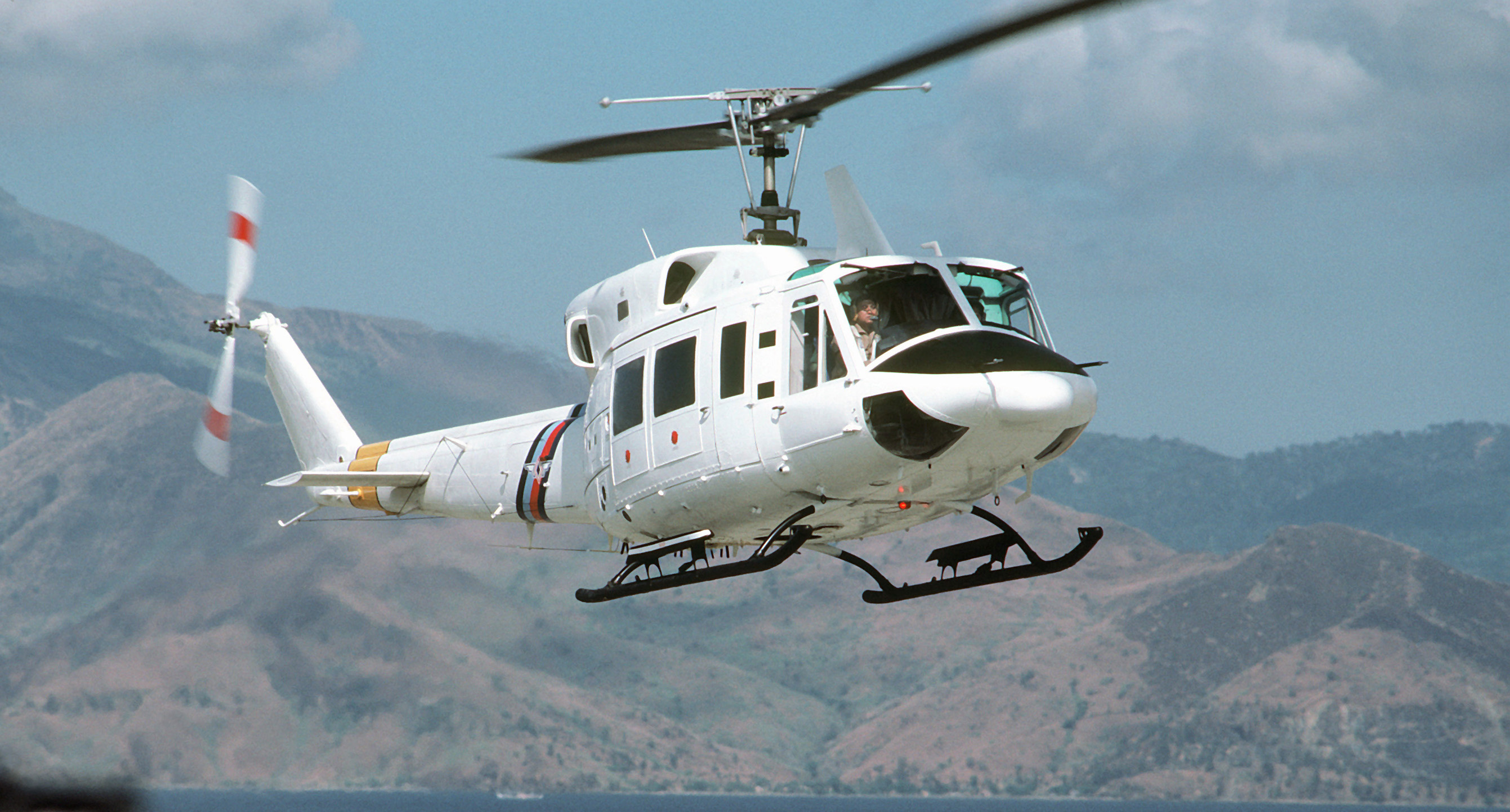
降落中的UH-1N，菲律賓陸軍

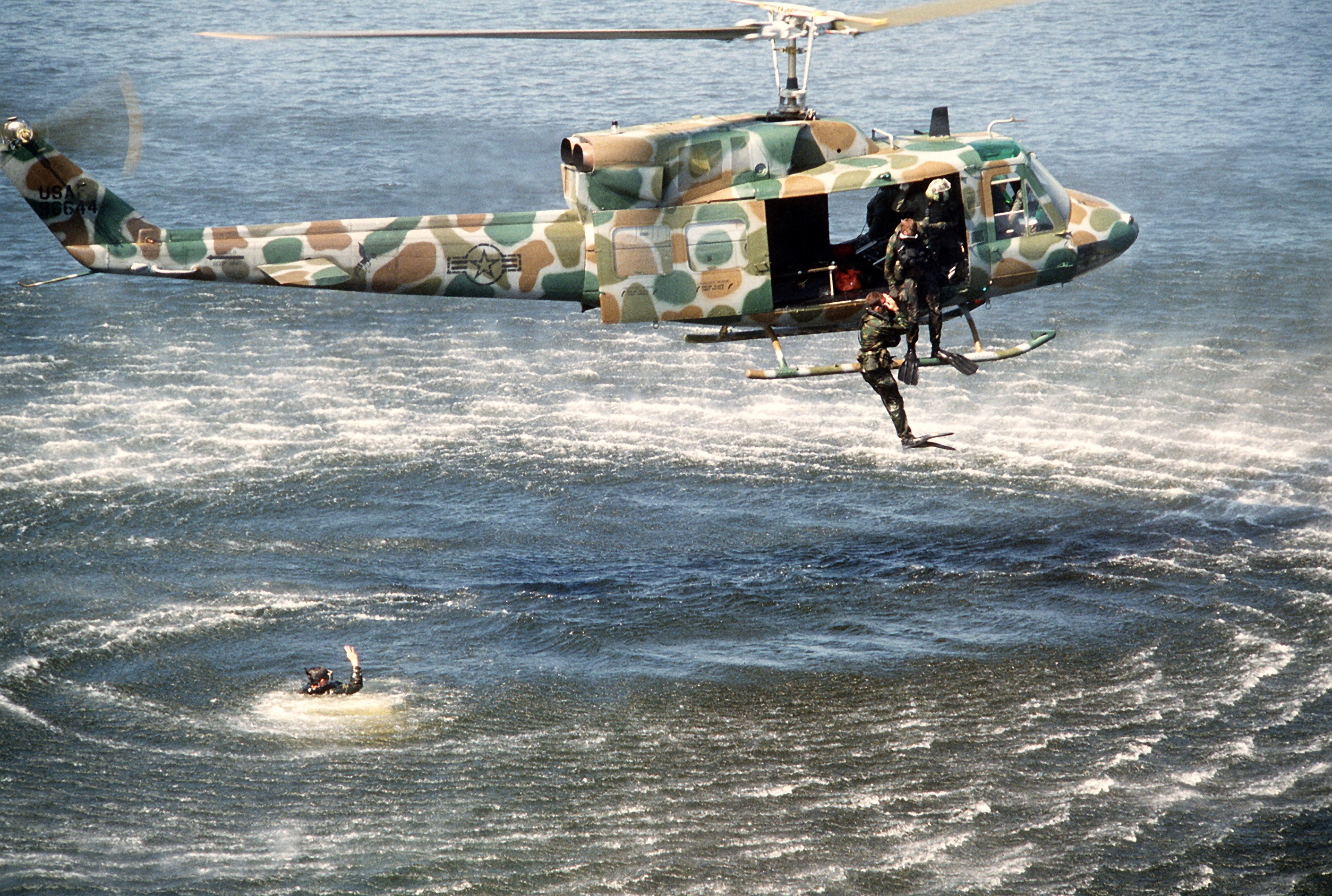
美國空軍第20特種作戰隊的UH-1N，機身有特別塗裝

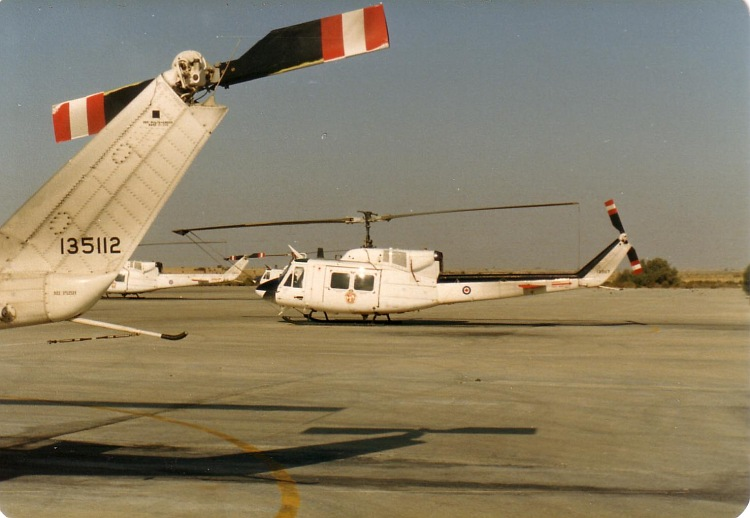
聯合國維持和平部隊及觀察團中加拿大的CH-135，埃及西奈半島，1989年

- 奧地利空軍（奧斯塔-貝爾212、貝爾212）

 ：
- 孟加拉空軍（貝爾212）

 玻利维亚：
- 玻利維亞空軍（貝爾212）

 ：
- 巴林皇家空軍

 加拿大：
- 加拿大軍隊（CH-135）
- 加拿大海岸警衛隊（貝爾212）

 智利：
- 智利空軍（貝爾212）

 哥伦比亚：
- 哥倫比亞空軍（奧斯塔-貝爾212）
- 哥倫比亞陸軍（UH-1N）
- 哥倫比亞海軍（貝爾212）
- 哥倫比亞警察（貝爾212）

 ：
 ：
- 厄瓜多爾警察（貝爾212）

 薩爾瓦多：
 德国：
- 德國聯邦警察（貝爾212）

 ：
 希腊：
- 希臘空軍（貝爾212）
- 希臘陸軍（貝爾212）
- 希臘海軍（貝爾212ASW/EW）

 ：
 ：
 印度尼西亞：
 伊朗：
 伊拉克：
 以色列：
- 以色列空軍

 義大利：
- 義大利空軍（奧斯塔-貝爾212）
- 義大利海軍（奧斯塔-貝爾212ASW）
- 義大利警察（Polizia di Stato）（奧斯塔-貝爾212）

 牙买加：
- 牙買加國防軍（貝爾212）

 日本：
 约旦：
 黎巴嫩：
 利比亞：
 墨西哥：
 摩洛哥：
 蒙特內哥羅：仍有一架服役
 巴拿马：
 秘魯：
 菲律賓：
 沙烏地阿拉伯：
- 沙地阿拉伯皇家空軍（奧斯塔-貝爾212）

 塞爾維亞：
- 塞爾維亞警察

 新加坡：
 ：
 ：
 西班牙：
- 西班牙陸軍（奧斯塔-貝爾212）
- 西班牙海軍（奧斯塔-貝爾212ASW）

 斯里蘭卡：
- 斯里蘭卡空軍（貝爾212）

 苏丹：
 泰國：
- 泰國皇家陸軍
- 泰國皇家海軍（貝爾212）

 突尼西亞：
 土耳其：
- 土耳其陸軍（奧斯塔-貝爾212）
- 土耳其海軍（奧斯塔-貝爾212ASW）

 乌干达：
 阿联酋：
 英国：
- 英國陸軍航空隊（貝爾212）

 美国：
- 美國空軍
- 美國海軍陸戰隊
- 美國海軍

 乌拉圭：
 委內瑞拉：
 葉門：
 尚比亞：

## 規格（美國海軍陸戰隊的修改版UH-1N）
参考资料：美國海軍陸戰隊UH-1N資料單張 The International Directiory of Military Aircraft，2002年－2003年
基本信息
- 机组：4人（駕駛員、副駕駛員、空勤員、機槍手）
- 容量：全裝備士兵6-8人、或相同重量的物資

性能
武器

- 2.75寸火箭夾倉

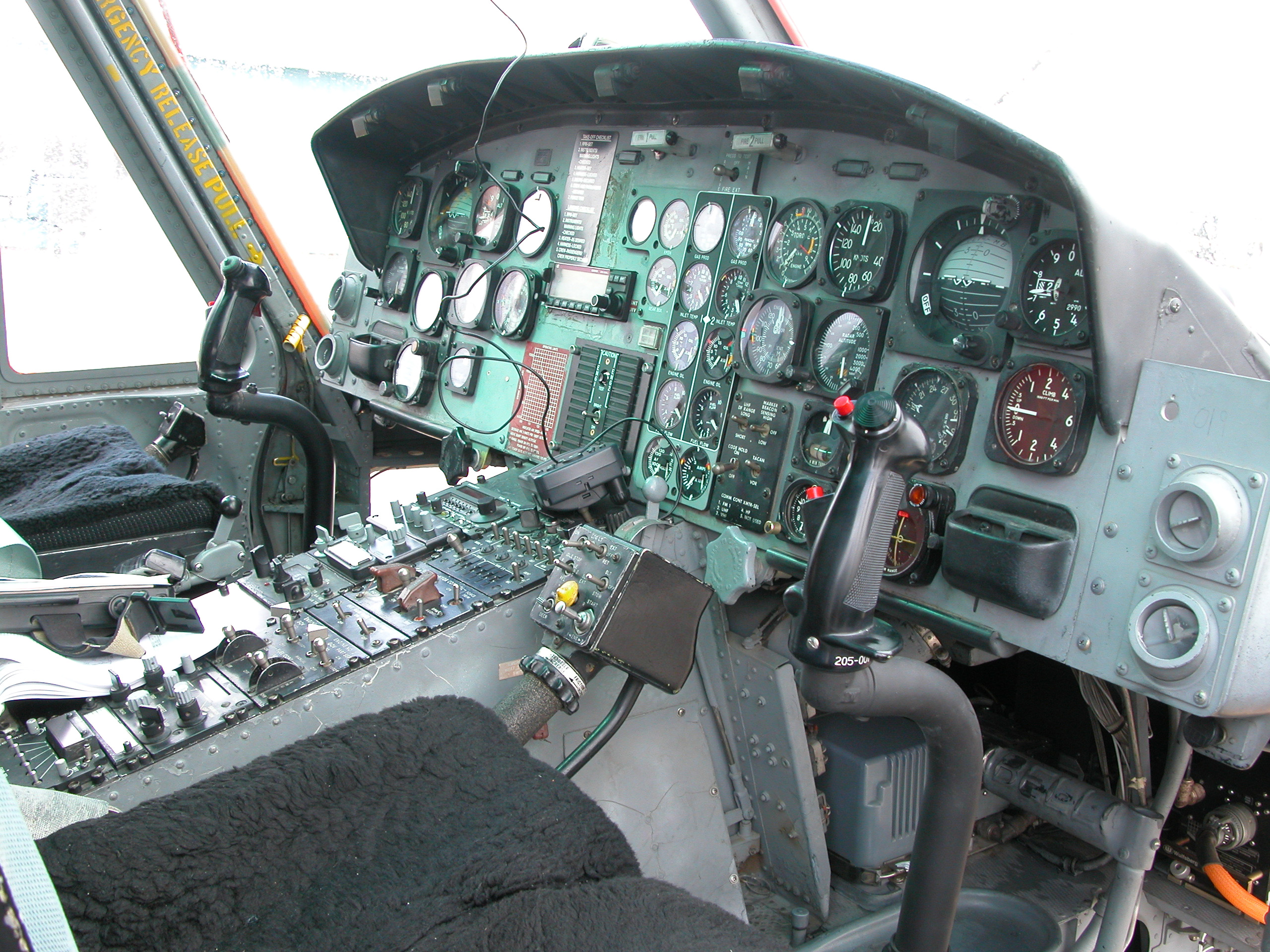
美國海軍的HH-1N駕駛艙

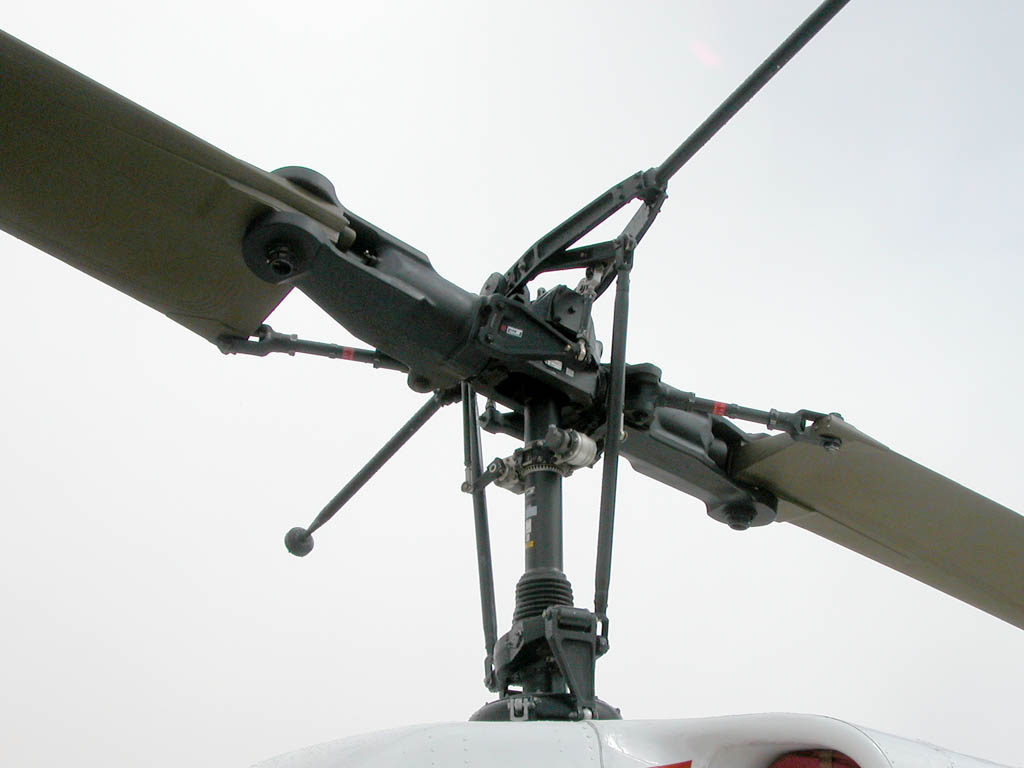
HH-1N的主旋翼

- GAU-16 12.7×99毫米（.50 BMG）重機槍
- GAU-17 7.62毫米六管航空機槍或M240 7.62毫米通用機槍